# Quodlibeta
Durante il Medioevo, i quodlibeta erano discussioni pubbliche tra studiosi e intellettuali che potevano vertere su qualsiasi argomento (quodlibet significa "qualsiasi, qualunque" in latino). Gli argomenti di discussione della disputatio erano scelti dal pubblico.
La pratica ebbe origine nella facoltà teologica dell'Università di Parigi intorno al 1230. In tale occasione, le lezioni venivano sospese poco prima delle vacanze di Natale e di Pasqua per permettere ai maestri di tenere sessioni aperte a tutti, durante le quali rispondevano alle domande del pubblico.
Dopo il 1270, i quodlibeta si diffusero al di fuori di Parigi, restando prevalentemente legato agli studia (le università medievali) degli ordini mendicanti. Il primo a introdurre i quodlibeta in un'istituzione al di fuori di Parigi fu John Peckham all'Università di Oxford fra il 1272 e il 1275. Dal 1230 al 1330 i quodlibeta furono conservati su pergamene, mentre dal XIV al XVI secolo i testimoni scritti risultano relativamente pochi.
Un catalogo di questioni e manoscritti relativi a quodlibeta fu pubblicato da Palémon Glorieux in due volumi tra il 1925 e il 1932.
Glorieux catalogò circa 325 quodlibeta riportati da circa 120 autori nominativi e ulteriori 30 di anonimi, per un ammontare di oltre 6.000 questioni singole. Circa la metà dei quodlibeta e una netta maggioranza di questioni e manoscritti sono stati attribuiti a studiosi domenicani o francescani.
Alcuni domenicani produssero risposte scritte ai quodlibeta, imitandone la forma in quella che Russell Friedman chiamò "anti-quodlibeta", solitamente in difesa di Tommaso d'Aquino. Tra questi scrittori si ricordano: Roberto di Orford, Tommaso di Sutton, Bernardo d'Alvernia e Hervaeus Natalis.

## Autori diquodlibeta
L'elenco è derivato dall'opera di Glorieux, salvo quanto indicato:
- Alberto di Cluny
- Adenolfo di Anagni
- Adriano Florens Dedal
- Alain Gontier
- Alessandro Achillini
- Alessandro d'Alessandria
- Alessandro di Hales
- Alessandro di Sant'Elpidio
- Amedeo di Castello
- Andrea di Mont-Saint-Éloi
- Annibaldo Annibaldi
- Arnoldo di Liegi
- Aufredo Gonteri Brito
- Agostino d'Ancona
- Bernardo Lombardi
- Bernardo di Trilia
- Berthaud di Saint-Denis
- Bertrand de la Tour
- Durand di Saint-Pourçain
- Eudes di Châteauroux
- Eustachio di Arras
- Eustachio di Grandcourt
- Ferrario Catalano
- Francesco Caracciolo
- Francesco di Marchia
- Francesco di Meyronnes
- Geoffrey Hardeby
- Gerardo di Abbeville
- Gerardo da Bologna
- Gerardo Odone
- Gerardo di San Vittore
- Gerardo da Siena
- Egidio di Roma
- Goffredo di Fontaines
- Gonsalvus di Spagna
- Gontero
- Gregorio di Lucca
- Guerrico di Saint-Quentin
- Guido Terreni
- Guy de l'Aumône
- Guido di Cluny
- Enrico Amandi
- Enrico il Germanico
- Enrico di Gand
- Enrico di Harclay
- Enrico di Lubecca
- Ermanno di Augusta
- Hervaeus Natalis
- Ivo di Caen
- Giacomo Fournier
- Giacomo di Quesnoy
- Giacomo di Aaleo
- Giacomo d'Ascoli
- Giacomo di Pamiers
- Giacomo di Terines
- Giacomo da Viterbo
- Giovanni Hus
- Giovanni Briard di Ath
- Giovanni Dorstein
- Johannes Varenacker
- Giovanni Bacanthorpe
- Giovanni di Châtillon
- Giovanni Duns Scoto
- Giovanni Grafton
- Giovanni Lesage
- Giovanni di Maroeuil
- Giovanni di Murro
- Giovanni di Napoli
- John Peckham

- Giovanni di Pouilly
- Giovanni Quidort
- Giovanni di Reading
- Giovanni di Rodington
- Giovanni del Vallo
- Giovanni di Tongres
- Giovanni di Waarde
- Lorenzo di Dreux
- Lorenzo di Nantes
- Lorenzo di Poulangy
- Martino di Abbeville
- Matteo di Acquasparta
- Nicola di Bari
- Nicola di Lira
- Nicolas du Pressoir
- Nicola di Vaux-Cernay
- Oliviero di Tréguier
- Pietro di Atarrabia
- Pietro Auriolo
- Pietro d'Alvernia
- Pietro d'Inghilterra
- Pietro di Giovanni Olivi
- Pietro dela Palude
- Pietro de Rivo
- Pietro Ruggero
- Pietro di Saint-Denis
- Pietro di Saint-Omer
- Pietro Sutton
- Pietro Swanington
- Pietro di Tarantisia
- Pietro Tommaso
- Prospero di Reggio Emilia
- Rainier Marquette di Clairmarais
- Ranulfo di Homblières
- Radolfo Brito
- Raimondo Bequini
- Raymond Rigaud
- Remigio dei Girolami
- Richard Knapwell
- Riccardo di Menneville
- Roberto Holcot
- Robert Walsingham
- Robert Winchelsey
- Roger Marston
- Siberto di Beek
- Simone di Corbie
- Simone di Guiberville
- Simone di Lens
- Tommaso d'Aquino
- Tommaso de Bailly
- Tommaso Claxton
- Tommaso di Sutton
- Tommaso Wylton
- Vital du Four
- Walter Burley
- Walter Chatton
- Guglielmo di Alnwick
- Guglielmo di Barlo
- Guglielmo Crathorne
- Guglielmo da Cremona
- William Hothum
- Guglielmo della Mare
- Guglielmo di Ockham
- Guglielmo di Rubio
- William Woodford